# Pão de Mafra
O Pão de Mafra é uma variedade de pão regional, produzido na região de Mafra, em Portugal. As origens do Pão de Mafra estão relacionadas com as boas condições agrícolas desta região e com o contexto sócio-cultural da população. Descendente do pão que as famílias coziam em casa, nos seus fornos, a fama do Pão de Mafra propagou-se durante a segunda metade do século XX. Caracteriza-se por ser feito com farinhas artesanais, provenientes de moinhos com mós de pedra, e por ter uma fermentação longa durante a confecção.

## Origens
Durante séculos, a região saloia da qual Mafra faz parte, graças aos seus férteis campos de cultivo, abasteceu Lisboa e arredores. Legumes, fruta, animais de criação e produtos transformados como queijo e pão, chegavam à capital pela mãos dos agricultores que os produziam e vendiam, depois de muitos quilómetros a pé e com ajuda de animais de carga.
Tal como a região, este pão que era trazido do campo era conhecido por “saloio”. Era um pão de sabor e aspeto mais rústico do que aquele que era produzido nas padarias industriais. «O saloio, há cinquenta anos, como hoje, come de facto pão de milho e pão de toda a farinha e não de cevada, mas o pão de milho que se comia há cinquenta anos era uma delícia. O pão de toda a farinha era muito melhor do que o pão de segunda (…) De facto, o saloio pobre não comia pão de trigo, mas sim pão de milho, pão de rolão, e pão de toda a farinha. Este último, o preferido.» O pão saloio tratava-se, então, de um pão de gente pobre, de gente do campo, pois era executado com farinha que ainda continha vestígios de farelo (ou rolão), daí a cor mais escura, em contraste com o pão branco, feito de farinha peneirada duas vezes e consumido pelas classes mais abastadas.
Até à segunda metade do século XX, o fabrico de pão era uma atividade essencialmente doméstica e artesanal nas aldeias da região, uma arte e um saber fazer que era transmitido de mães e de pais para filhos. Numa época marcada por guerras na Europa e escassez de alimentos, o fazer pão em casa para alimentar todas as bocas era uma rotina do dia a dia ou, pelo menos, semanal.
O cultivo do trigo, as condições climatéricas próprias de uma região amena, mas ventosa e próxima do mar, que proporcionava o aparecimento de moinhos de vento e a produção de farinha, as sábias mãos das mulheres que amassavam e acarinhavam a massa, e a engenharia empírica dos homens que construíam os típicos fornos de alvenaria – todos estes fatores foram essenciais para o nascimento e definição daquele que se viria a tornar o Pão de Mafra, de sabor intenso e distintivo. Ao ser produzido em diversas aldeias do concelho, a designação “Mafra” tornou-se assim aglutinadora de um saber fazer e de uma técnica própria das gentes da região.

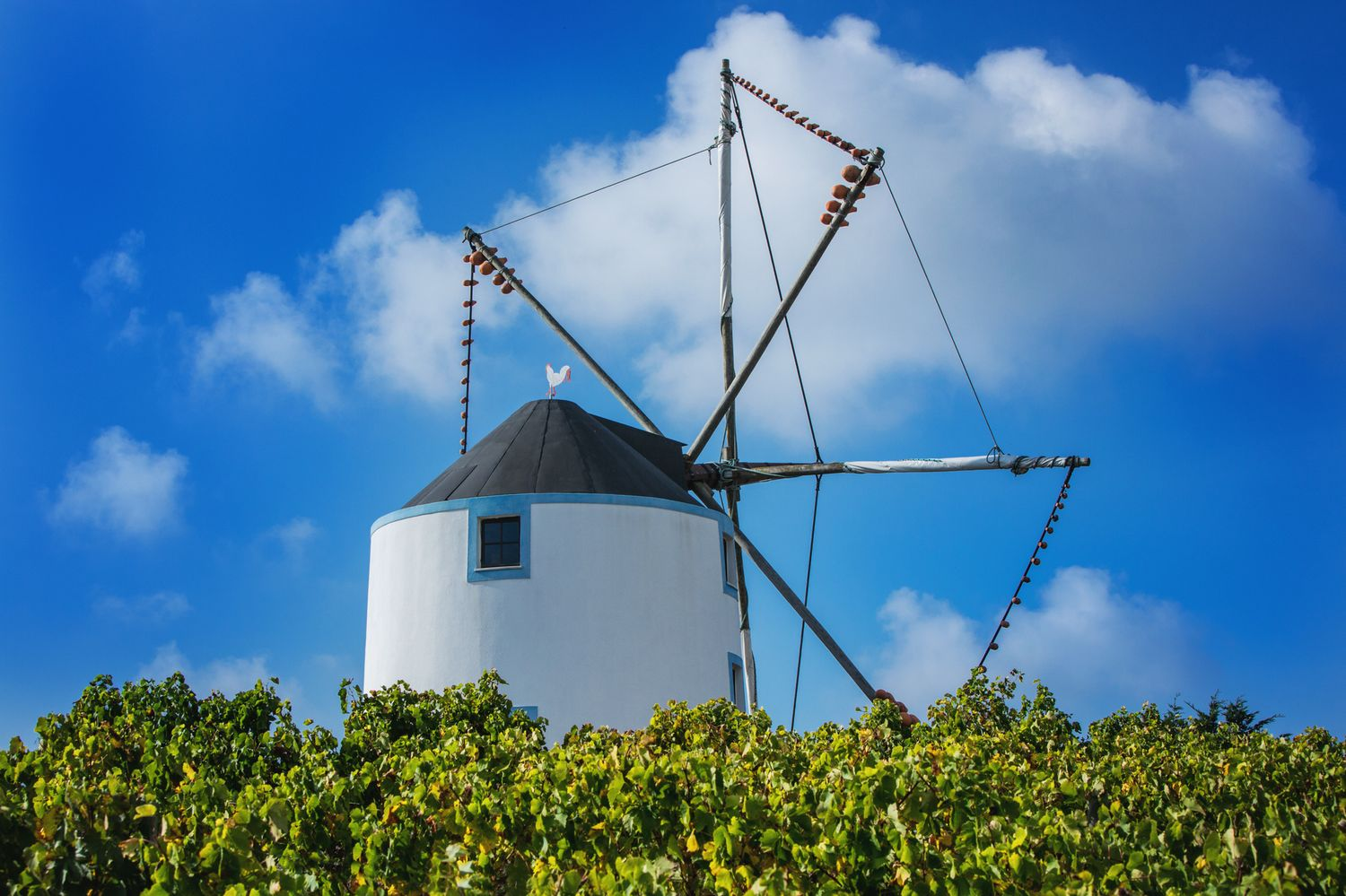
Moinhos da Região de Mafra

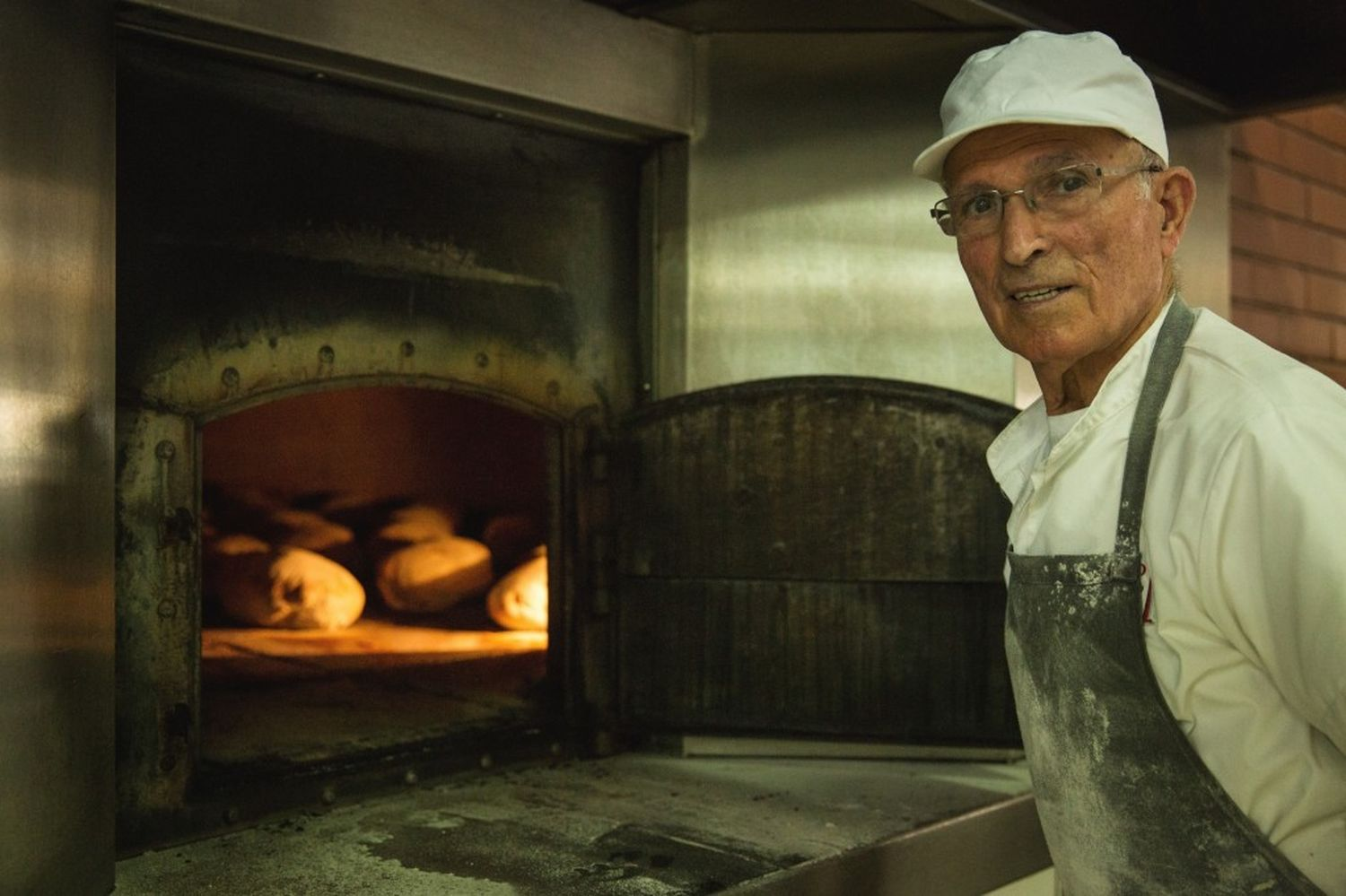
Padeiro Pão de Mafra

## Expansão e venda
O Pão de Mafra começou por ter uma origem caseira, e foi na década de 1970 que a sua fama se alastrou e conquistou a preferência dos lisboetas. O pão era feito nas aldeias da região, e era depois levado para vender na capital, onde era muito apreciado pelo seu sabor e aspeto mais rústicos. Para além do pão que era cozido em casa, na década de 1950 começaram a surgir na região de Mafra as primeiras padarias. Ao longo das décadas seguintes estas padarias ganharam um certo protagonismo, pois devido às greves de padeiros e à escassez de pão na capital, os padeiros começaram a levar o Pão de Mafra em maior escala para os mercados de Lisboa. Foi aqui que o Pão de Mafra começou a ganhar mais visibilidade. «(…) o fabrico do Pão de Mafra que, até meados do  século XX, permanecera uma atividade primordialmente feminina, doméstica e artesanal, transformou-se numa indústria empresarial e mecanizada, constituindo uma das mais importantes da região.»
No final da década de 1960 surge, porém, uma regulamentação governamental que proíbe a comercialização de pão proveniente de fornos sem alvará sanitário. Esta lei faz com que a venda de pão caseiro, feito com farinha artesanal proveniente dos moinhos, seja proibida. Apenas se podia usar farinha proveniente das grandes moagens nacionais e as grandes padarias industriais tiverem assim oportunidade de crescer, produzindo pães como o pão de cabeça e o papo-seco. Mas a conhecida “esperteza saloia” contornava esta proibição. Estamos numa altura em que chegar a Sintra e a Lisboa era já relativamente rápido, tanto de carro de comboio, e muitas eram as pessoas que, cozendo pão em casa com farinhas artesanais, o transportavam depois escondido com artimanha para o vender, ainda quentinho, nos mercados e até junto às estações de comboio.
É já depois do 25 de abril de 1974, com o fim da ditadura imposta pelo Estado Novo,  que o comércio de pão de mistura é completamente liberalizado e o Pão de Mafra passa a poder ser vendido livremente noutras regiões. O Pão de Mafra já havia conquistado clientes quando era levado às escondidas para os mercados de Lisboa, e o seu sabor e qualidade passam a ser cada vez mais reconhecidos. Hoje, o Pão de Mafra é um dos pães portugueses provenientes de uma região demarcada mais consumidos, quer pelas famílias nas suas casas, quer no setor da restauração. Todos os dias são produzidos no concelho de Mafra cerca de 100 mil pães, o que representa um mercado de dimensão considerável e garante emprego a centenas de pessoas da região.

## O que distingue o Pão de Mafra
O Pão de Mafra tem um interior macio e fofo e uma côdea muito estaladiça. «(…) a sua peculiaridade reside no tempo de amassadura e cozedura que sendo rigorosa, precisa e de curta duração, permite assim o surgimento de uma massa alveolada e uma côdea estaladiça e dourada.». É produzido em diversas formas – pão comprido, redondo ou bolinhas – sendo que a forma alongada, com cabeça, é a apresentação tradicional, que remonta às origens do pão que antigamente se cozia nos fornos caseiros na região de Mafra. Feito com farinhas provenientes de moagens artesanais – em que os grãos de trigo são lentamente moídos em mós de pedra – o Pão de Mafra tem um miolo com pouca densidade e pode apresentar grandes buracos ou alvéolos por causa do tipo de fermentação e da elevada hidratação. Devido à grande quantidade de humidade e ao baixo teor de acidez que lhe é característico, o Pão de Mafra distingue-se pelo intenso cheiro a cereais e paladar adocicado.

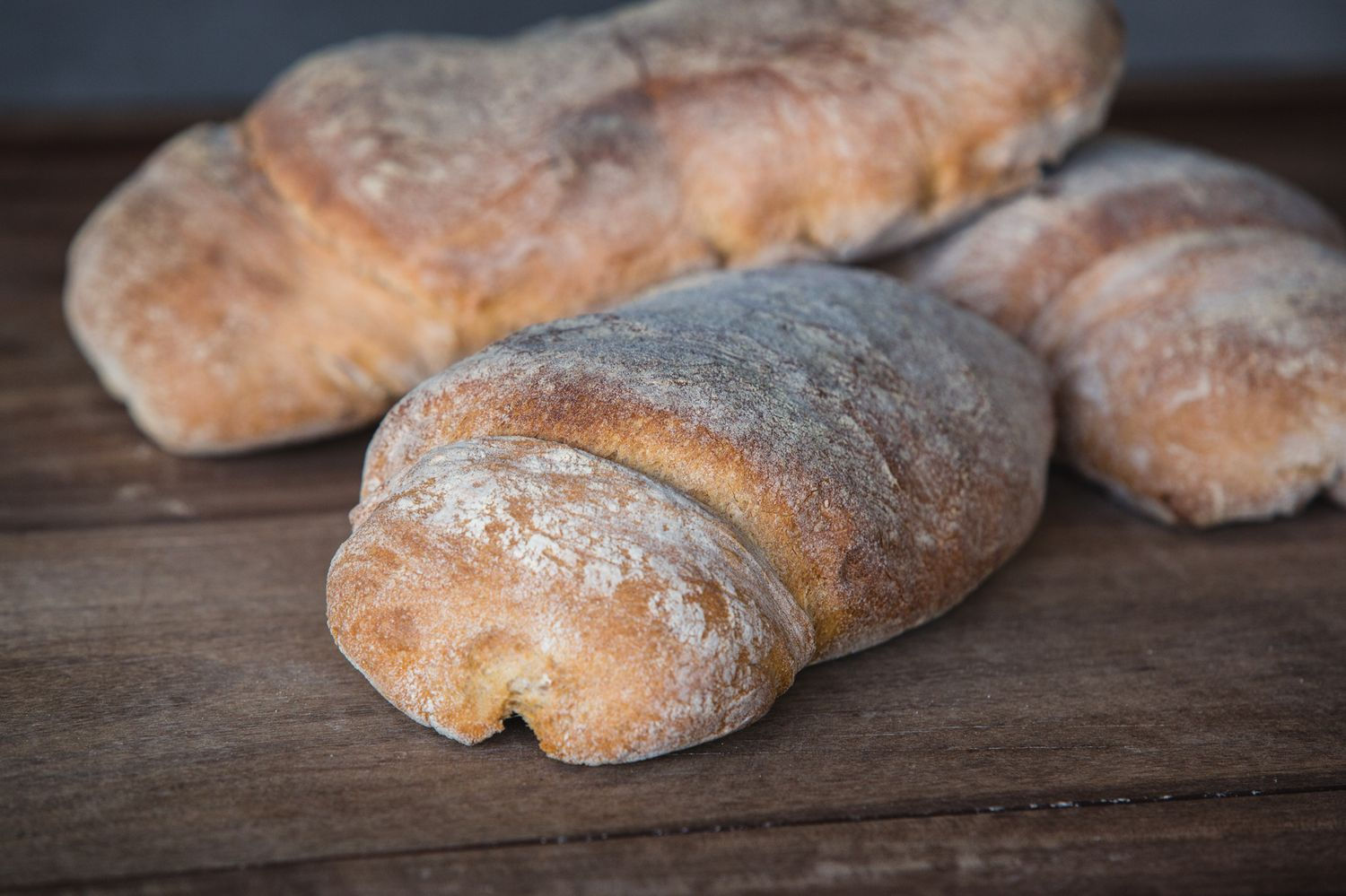
Pão de Mafra

## Área geográfica
Sendo um produto de cariz artesanal e representativo do saber fazer e da cultura popular da região de Mafra, a denominação Pão de Mafra apenas pode ser usada quando falamos de pães produzidos nesta zona, feitos com matérias-primas de origem controlada e cozidos em forno de alvenaria tradicional.
O Pão de Mafra adquiriu ao longo dos anos uma importância inegável, enquanto produto proveniente de uma região demarcada e representativo de uma herança cultural e patrimonial. Têm mesmo sido produzidos vários estudos e inúmera literatura sobre as origens do Pão de Mafra, o que atesta a sua importância no panorama social e gastronómico da região e do país.

## Produção e certificação
O uso da designação Pão de Mafra implica obedecer a um rigoroso processo de certificação, além de cumprir todos os parâmetros definidos no Caderno de Especificações do Pão de Mafra. Este caderno foi criado em 2010 pela ACISM - Associação do Comércio, Indústria e Serviços do Concelho de Mafra.
O nome Pão de Mafra é uma marca registada pertencente à ACISM e está em curso o processo de certificação IGP (Indicação Geográfica Protegida). Este processo de candidatura foi iniciado em 2010 pela Câmara Municipal de Mafra em conjunto com as empresas produtoras do Pão de Mafra da região.
Para que o pão possa obter esta certificação é obrigatório cumprir um conjunto de critérios na confeção: usar farinhas moídas em mós de pedra e de moleiros da região de Mafra, ser cozido em fornos de lenha, ter uma hidratação superior a 80% e respeito pelos tempos de fermentação, não utilizar qualquer tipo de aditivos e ser produzido dentro dos limites do concelho de Mafra.

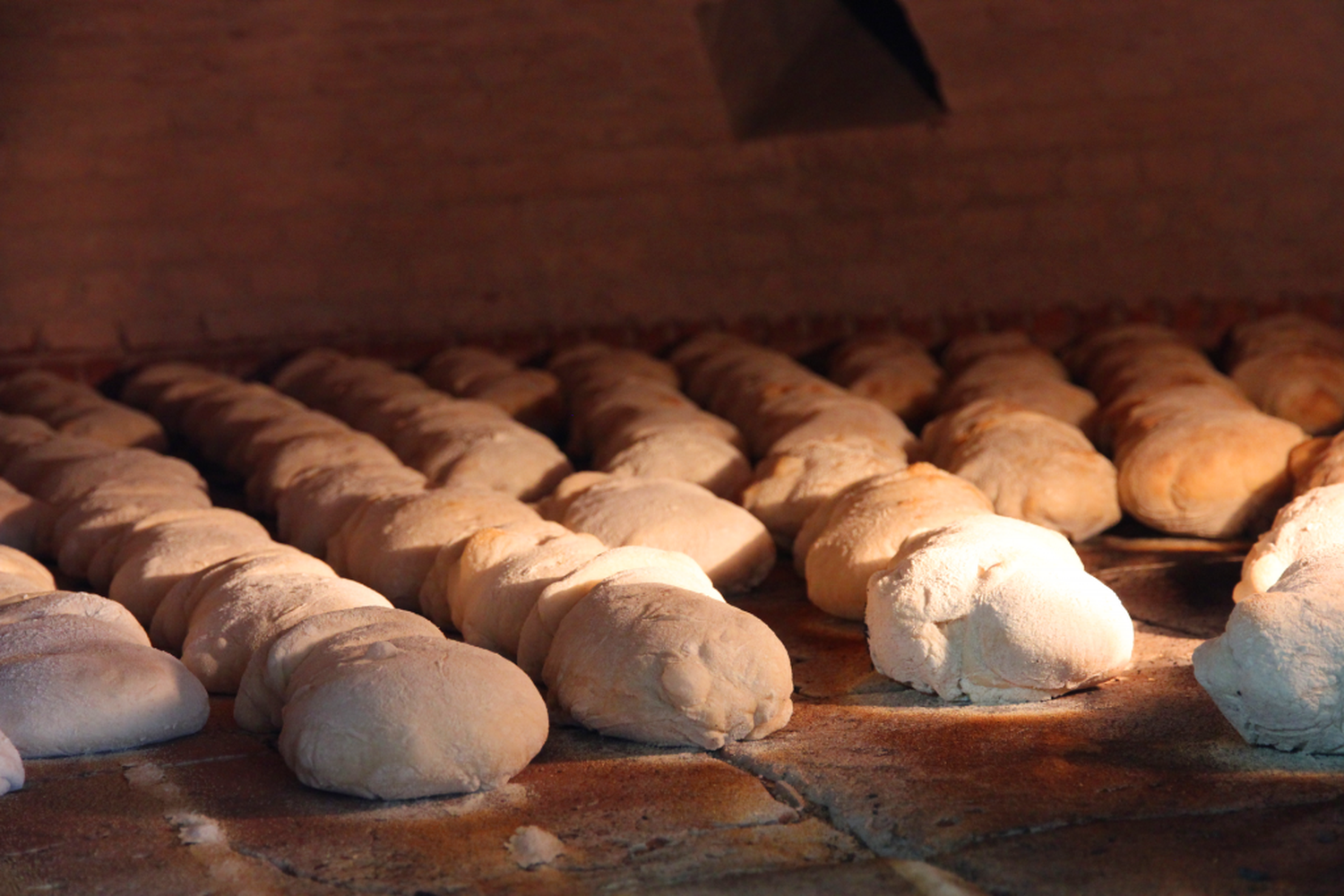
Certificação Pão de Mafra